# Med-View Airline
Med-View Airline — авіакомпанія Нігерії зі штаб-квартирою в місті Ікеджа (Лагос), що працює в сфері чартерних вантажних і пасажирських перевезень в Нігерії, Саудівської Аравії і Західної Африки.

## Флот

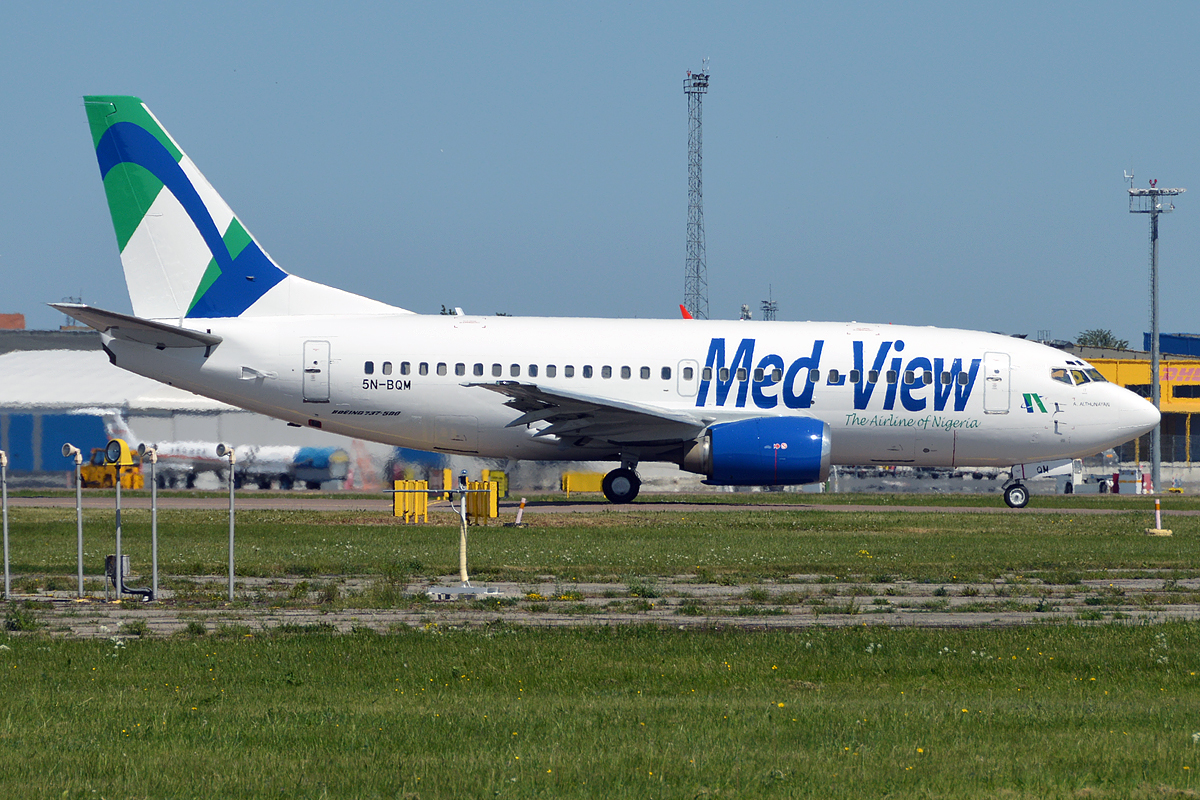
Boeing 737—500

Станом на 31 липня 2016 року повітряний флот авіакомпанії Med-View Airline становили такі літаки:
- 2 Boeing 737—400
- 1 Boeing 737—500
- 1 Boeing 767—300